# Bandiera del Ducato di Modena e Reggio
La bandiera del ducato di Modena e Reggio era composta da un tricolore orizzontale rosso-bianco-rosso (bandiera austriaca), con una striscia verticale nel mezzo blu-bianco-blu (colori della famiglia estense, sovrana del ducato); la bandiera di stato aveva l'arme ducale caricata nel centro. Questa bandiera fu adottata nel 1830 e durò fino all'annessione del ducato al Regno di Sardegna (1859).
Precedentemente, la bandiera del ducato era stata un'aquila bianca in campo blu, con una corona sulla testa (bandiera di terra) o senza (bandiera navale), e rispecchiava il primissimo stemma della dinastia regnante utilizzato anche per il precedente Ducato di Ferrara.

## Galleria delle bandiere
|  |  |  |